# یونس مالی
یونوس مالی (ترکی استانبولی: Yunus Mallı؛ زادهٔ ۲۴ فوریهٔ ۱۹۹۲) بازیکن فوتبال اهل ترکیه است.
از باشگاه‌هایی که در آن بازی کرده‌است می‌توان به ماینتس ۰۵، وولفسبورگ، یونیون برلین و ترابزون‌اسپور اشاره کرد.
او همچنین در تیم ملی فوتبال ترکیه بازی کرده‌است.